# Віндторст (Техас)
Віндторст (англ. Windthorst) — місто (англ. town) в США, в округах Арчер і Клей штату Техас. Населення — 342 особи (2020).

## Географія
Віндторст розташований за координатами 33°34′37″ пн. ш. 98°26′6″ зх. д. / 33.57694° пн. ш. 98.43500° зх. д. (33.576966, -98.434932).  За даними Бюро перепису населення США в 2010 році місто мало площу 6,64 км², з яких 6,48 км² — суходіл та 0,16 км² — водойми.

## Демографія
Згідно з переписом 2010 року, у місті мешкало 409 осіб у 151 домогосподарстві у складі 115 родин. Густота населення становила 62 особи/км².  Було 160 помешкань (24/км²).
Расовий склад населення:
| - 83,1 % — білих - 13,0 % — осіб інших рас |

До двох чи більше рас належало 3,9 %. Частка іспаномовних становила 26,2 % від усіх жителів.
За віковим діапазоном населення розподілялося таким чином: 27,1 % — особи молодші 18 років, 51,1 % — особи у віці 18—64 років, 21,8 % — особи у віці 65 років та старші. Медіана віку мешканця становила 37,1 року. На 100 осіб жіночої статі у місті припадало 115,3 чоловіків;  на 100 жінок у віці від 18 років та старших — 109,9 чоловіків також старших 18 років.
Середній дохід на одне домашнє господарство  становив 61 018 доларів США (медіана — 52 857), а середній дохід на одну сім'ю — 68 290 доларів (медіана — 56 875). За межею бідності перебувало 10,6 % осіб, у тому числі 0,0 % дітей у віці до 18 років та 1,3 % осіб у віці 65 років та старших.
Цивільне працевлаштоване населення становило 165 осіб. Основні галузі зайнятості: сільське господарство, лісництво, риболовля — 27,9 %, освіта, охорона здоров'я та соціальна допомога — 23,6 %, транспорт — 12,1 %, виробництво — 7,9 %.